# Gladder
Gladder是一个Firefox扩展，名字被解释为Great Ladder (Ladder for Great Firewall 防火长城之梯)，目标是帮助人们跨过防火长城访问境外被查封的网站。
Gladder的原理是通过Google Code更新一个由作者收集的在线代理列表并随机使用这些代理访问用户选择的网站

## 功能
- 自动使用代理访问维基百科及其姊妹站点
- 使得Google快照可以正常使用
- 使Gmail和Orkut的访问更稳定
- 将被封站点加入自定义列表后，自动使用代理访问站点下的所有页面
- 多个代理站点可供选择

## 现状
由于防火长城对ROT13和Base64这两种加密方式的URL进行了解密再过滤。Gladder在中国大陆已基本失效